# 内田吟風
内田 吟風（うちだ ぎんぷう、1907年（明治40年）6月26日 - 2003年（平成14年））は、日本の東洋史学者、神戸大学名誉教授。

## 来歴
1907年、東京にドイツ語学者・内田新也の次男として生まれる。1931年京都帝国大学文学部東洋史学科卒。同助手、東方文化研究所研究嘱託。神宮皇學館大學助教授、（旧制）姫路高等学校教授、1949年神戸大学文学部教授。文学部長、1956年「古代アジア遊牧民族史の研究」で京都大学文学博士。1971年神戸大を定年退官、名誉教授、佛教大学教授、龍谷大学教授。1978年勲三等旭日中綬章受勲。

## 親族・家族
- 父：内田新也はドイツ語学者。
- 兄：内田洋一（1906年 - 1999年）理学博士・京大名誉教授。
- 長男：内田有恆（1940年 - ）京大農学部名誉教授（妻の父は小葉田淳）。

## 著書
- 『支那歴史地理叢書 ;古代の蒙古』冨山房 1940
- 『匈奴史研究』創元社 1953 ユーラシア学会叢刊
- 『北アジア史研究 鮮卑柔然突厥篇』同朋舎・出版部 1975 東洋史叢刊
- 『北アジア史研究 匈奴篇』同朋舎出版 1988 東洋史研究叢刊

### 翻訳
- 『騎馬民族史 正史北狄伝 1』河内良弘、護雅夫、田村実造、神田信夫共訳注 平凡社東洋文庫 1971

### 記念論集
- 『東洋史論集 内田吟風博士頌寿記念』同朋舎 1978